# Кеми Сити
«Ке́ми Сити» (фин. Kemi City FC) — финский футбольный клуб из коммуны Кеми, губерния Лаппи. Основан 21 октября 1999 года. Домашние матчи проводит на стадионе «Саувосари Парк» общей вместимостью 4 500 зрителей.
С 2016 по 2018 годы выступал в Вейккауслиге, высшем дивизионе чемпионата Финляндии по футболу.

## История

Предыдущая эмблема команды

Эмблема ПС Кеми

Футбольный клуб «ПС Кеми» был образован 21 октября 1999 года в результате слияния команд «Кемин Паллосеура» («КеПС»), «Кемин Паллотоверит» («КПТ-85»), «Кемин Инто» и «Висан Палло».
Объединение команд произошло на базе футбольного клуба «КПТ-85», поскольку это был сильнейший футбольный коллектив Кеми на тот момент. «КПТ-85» выступал в Юккёнен, втором по значимости дивизионе чемпионата Финляндии.
Тем не менее, юниорские команды объединившихся клубов продолжили участие в низших лигах местного первенства.
Первый сезон «ПС Кеми» начинал в дивизионе Юккёнен, в связи с тем, что базовый клуб объединённой команды «КПТ-85» принимал участие в данной лиге. Первый блин, как говорится, вышел комом: команда заняла последнее место и покинула дивизион.
В сезоне 2001 клуб дебютировал в лиге Какконен, третьем дивизионе чемпионата Финляндии. По итогам сезона команда заняла шестое место в лиге.
Сезон 2003 года команда закончила на первом месте, за явным преимуществом став победителем зоны «Север» дивизиона. По правилам соревнования команду ожидали матчи плей-офф с лучшими клубами всех зон лиги Какконен.
В первом раунде плей-офф «ПС Кеми» одолел клуб «ТПВ» из Тампере (6:2 по сумме двух встреч), однако во втором уступил клубу «Мариехамн» по правилу выездного гола (3:1 дома и 0:2 в гостях). Тем не менее, по правилу турнира, победитель зоны, оступившийся во втором раунде плей-офф, получал ещё один шанс на повышение в классе, уже в третьем раунде, на сей раз с 12-й командой лиги Юккёнен клубом «Куусанкоски». Но и вторым шансом команда не воспользовалась, уступив сопернику со счетом 2:5 по сумме двух матчей.
Потерпев поражение в плей-офф, «ПС Кеми» остался в дивизионе Какконен. Лишь четыре года спустя клуб смог добиться долгожданного выхода в лигу Юккёнен.
Несмотря на заурядное выступление в национальном первенстве, тем не менее, в кубке Финляндии дела у клуба шли неплохо. Три года подряд, в сезоне 2005, 2006 и 2007 команда добиралась до решающих стадий трофея, причём в сезоне 2006 года команда добилась исторического достижения в кубке, дойдя до четвертьфинала, где уступила будущему финалисту турнира клубу «КПВ» из Кокколы. Примечателен факт, что на тот момент клуб выступал ещё в лиге Какконен, третьем дивизионе финского чемпионата.
В сезоне 2006 помимо исторического выхода в четвертьфинал основного кубка, команда заслужила право выступить в финале т.н. «Кубка Fair Play», как один из лучших участников турнира, соответствующих критериям честной игры. В финале утешительного кубка «ПС Кеми» встретился с другим клубом низшей лиги, командой «Культсу» из дивизиона Колмонен (четвертая лига). Сыграв вничью в основное и дополнительное время, команда уступила сопернику в серии послематчевых пенальти 5:6.
В сезоне 2007 года «ПС Кеми», четыре года спустя, вновь стал победителем лиги Какконен в «Группе С», выиграв турнир за явным преимуществом. Благодаря отмене системы плей-офф, победители зон Какконен отныне напрямую выходили в лигу Юккёнен, минуя стадию плей-офф.
Россиянин Александр Багаев с 13-ю забитыми мячами стал лучшим бомбардиром клуба в том сезоне.
Сезон 2008 года «ПС Кеми» впервые в своей истории начинал в лиге Юккёнен. По итогам сезона команда заняла восьмое место и сохранила прописку в дивизионе.
В последующие годы клуб занимал места в середине турнирной таблицы, прочно утвердив за собой звание крепкого середняка лиги.
Однако в сезоне 2011 клуб свалился в подвал турнирной таблицы, из которого так и не выбрался. Поскольку по итогам сезона лигу покидали четыре команды, заняв даже десятое место, «ПС Кеми» всё равно не смог спастись от вылета. Отрыв в десять очков от столичного клуба «ХИФК» оказался неодолимой преградой.
Сезон 2012 года команда снова была вынуждена проводить в лиге Какконен.
С первой попытки вернуться в Юккёнен у клуба не получилось. Команда заняла лишь третью строчку, на десять очков отстав от победителя лиги клуба «АС Кайани».

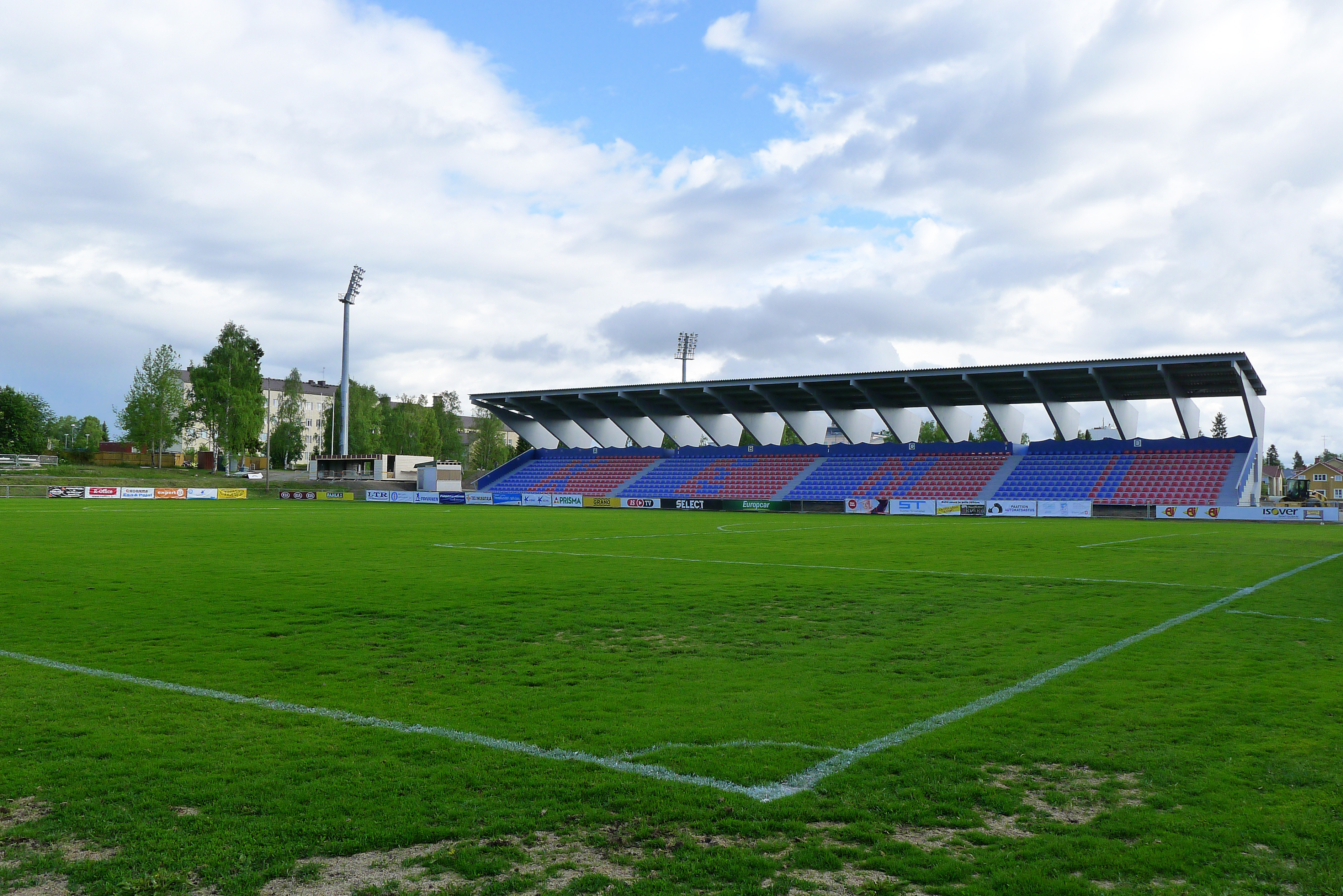
Домашний стадион клуба «Саувосари Парк»

В сезоне 2013 «ПС Кеми» занял итоговое первое место в группе «Север» и квалифицировался в стыковые матчи за право выхода в лигу Юккёнен, где должен был встретиться с другим победителем одной из зон своего дивизиона. В плей-офф турнира клуб вновь встретился с командой «ХИФК» из Хельсинки, победителем группы «Восток». Уступив с одинаковым счётом 0:1 в гостях и дома, «ПС Кеми» отложил выход в Юккёнен как минимум ещё на год.
Сезон 2014 года выдался на удивление сложным для клуба: будучи главным фаворитом своей группы, «ПС Кеми» дотянул с выполнением задачи занять первое место в лиге до последнего тура, в конечном итоге лишь на два очка опередив ближайшего конкурента ФК «УПА», весь сезон дышавшего в спину команде.
Тем не менее, «ПС Кеми» выиграл группу «Север» и второй год подряд попал в плей-офф за право выхода в лигу Юккёнен. Команде достался победитель зоны «Запад» клуб «ВИФК». На сей раз «ПС Кеми» не испытал особых проблем и уверенно одержал победу по сумме двух матчей (1:0 дома и 3:0 в гостях).
Бермудский форвард Джон Смит стал лучшим бомбардиром команды.
Сезон 2015 клуб снова начинал в лиге Юккёнен, вернувшись в турнир спустя четыре года после вылета.
С первых туров команда стала предъявлять претензии на чемпионство, изрядно удивив скептиков. Мало кто верил в дерзкого новичка лиги, тем не менее, «ПС Кеми» захватил лидерство с начала сезона и удержал его до самого конца. В своём первом же сезоне после возвращения в Юккёнен «ПС Кеми» стал чемпионом лиги, что мало кому из финских клубов удавалось сделать до этого. Команда набрала 53 очка, на четыре балла опередив клуб «ПК-35» из Вантаа, ставшего вторым.
Впервые в своей истории «ПС Кеми» вышел в Вейккауслигу – высший дивизион чемпионата Финляндии по футболу.
Нападающий клуба англичанин Билли Ионс, ставший вторым бомбардиром лиги, по окончании сезона перешел в стан новоиспечённого чемпиона Финляндии клуб «СИК» из Сейняйоки.
В сезоне 2016 впервые с 2005 года Вейккауслига была представлена двумя командами из Лапландии, самой северной части Финляндии. После вылета клуба «ТП-47» лишь «РоПС» из Рованиеми представлял в Вейккауслиге эту область Финляндии.
Продвижение клуба на высший уровень привело к необходимости изменения клубной инфраструктуры. В частности, на домашней арене команды «Саувосари Парк» была возведена дополнительная крытая трибуна, рассчитанная на 1 100 зрителей.
12 июня 2016 года в рамках домашнего матча с клубом «Лахти» реконструированный стадион был введён в эксплуатацию.
В сезоне 2018 «ПС Кеми» занял последнее место и покинул Вейккауслигу, однако из-за больших финансовых проблем не смог заявиться ни в Юккёнен, ни в Какконен.
В начале 2019 года на базе «ПС Кеми» был основан новый клуб «Кеми Сити» и продолжил свою спортивную деятельность в четвёртой лиге Финляндии Колмонен. В марте было объявлено, что английская компания Redstrike Group приобрела 40% акций клуба. «Кеми Сити» закончил сезон 2019 в ранге чемпиона Колмонена и получил продвижение в Какконен.
В сезоне 2020 «Кеми Сити» занял 8-е место в Какконене.

## Достижения
Юккёнен
- Чемпион (1): 2015

Какконен
- Победитель (4): 2003, 2007, 2013, 2014
- Серебряный призёр (1): 2006
- Бронзовый призёр (2): 2005, 2012

## Статистика выступлений в чемпионатах Финляндии
| Сезон | Ранг | Турнир       | Место | И  | В  | Н  | П  | ГЗ | ГП | Очки | Кубок      |
| ----- | ---- | ------------ | ----- | -- | -- | -- | -- | -- | -- | ---- | ---------- |
| 2000  | 2    | Юккёнен      | 10    | 26 | 2  | 4  | 20 | 21 | 72 | 10   | –          |
| 2001  | 3    | Какконен     | 6     | 20 | 8  | 4  | 8  | 32 | 33 | 28   | 2-й раунд  |
| 2002  | 3    | Какконен     | 4     | 22 | 12 | 3  | 7  | 48 | 26 | 39   | 4-й раунд  |
| 2003  | 3    | Какконен     | 1*    | 20 | 14 | 5  | 1  | 52 | 19 | 47   | 3-й раунд  |
| 2004  | 3    | Какконен     | 4     | 20 | 9  | 8  | 3  | 37 | 26 | 35   | 4-й раунд  |
| 2005  | 3    | Какконен     | 3     | 20 | 11 | 5  | 4  | 42 | 26 | 38   | 1/8 финала |
| 2006  | 3    | Какконен     | 2     | 26 | 15 | 8  | 3  | 66 | 25 | 53   | 1/4 финала |
| 2007  | 3    | Какконен     | 1     | 26 | 18 | 7  | 1  | 65 | 16 | 61   | 1/8 финала |
| 2008  | 2    | Юккёнен      | 8     | 26 | 9  | 8  | 9  | 34 | 35 | 35   | 7-й раунд  |
| 2009  | 2    | Юккёнен      | 7     | 26 | 12 | 2  | 12 | 36 | 46 | 38   | 4-й раунд  |
| 2010  | 2    | Юккёнен      | 9     | 26 | 7  | 10 | 9  | 31 | 39 | 31   | 4-й раунд  |
| 2011  | 2    | Юккёнен      | 10    | 24 | 5  | 4  | 15 | 25 | 43 | 19   | 2-й раунд  |
| 2012  | 3    | Какконен     | 3     | 24 | 12 | 3  | 9  | 52 | 37 | 39   | 6-й раунд  |
| 2013  | 3    | Какконен     | 1*    | 27 | 19 | 4  | 4  | 63 | 24 | 61   | 6-й раунд  |
| 2014  | 3    | Какконен     | 1     | 27 | 20 | 2  | 5  | 63 | 24 | 62   | 5-й раунд  |
| 2015  | 2    | Юккёнен      | 1     | 27 | 16 | 5  | 6  | 50 | 30 | 53   | 6-й раунд  |
| 2016  | 1    | Вейккауслига | 9     | 33 | 10 | 5  | 18 | 29 | 48 | 35   | 5-й раунд  |
| 2017  | 1    | Вейккауслига | 10    | 33 | 8  | 8  | 17 | 38 | 59 | 32   | 6-й раунд  |
| 2018  | 1    | Вейккауслига | 12    | 33 | 6  | 6  | 21 | 29 | 59 | 24   | 6-й раунд  |
| 2019  | 4    | Колмонен     | 1     | 16 | 12 | 2  | 2  | 34 | 9  | 38   |            |
| 2020  | 3    | Какконен     | 8     | 17 | 7  | 0  | 10 | 28 | 32 | 21   |            |

* Уступил в плей-офф

## Главные тренеры
- Ари Матинласси (2000)
- Сеппо Хозио (2001, 2004)
- Йюкка Икалайнен (2002—2003, 2009)
- Йяркко Сеппала (2005)
- Саули Котиранта (2006—2007)
- Илкка Марттила (2007—2008)
- Олег Епринцев (2010)
- Калле Хууско (2010—2011)
- Йюхани Химанке (2011—2012)
- Томми Тэйлор (2013—2014)
- Яри Ахман (2015—2018, 2020)
- Дэвид Ханна (2018)
- Юха Пасоя (2019)
- Дин Сибсон (2021—н. в.)